# Lower Heyford
Lower Heyford – wieś w Anglii, w hrabstwie Oxfordshire, w dystrykcie Cherwell. Leży 19 km na północ od Oksfordu i 93 km na północny zachód od Londynu. W 2011 miejscowość liczyła 492 mieszkańców.